# Lillian Watson (nuotatrice)
Lillian Debra Watson, conosciuta come Pokey (Mineola, 11 luglio 1950) è un'ex nuotatrice statunitense.

## Carriera
Specializzata nel dorso e nello stile libero, Pokey, come veniva spesso soprannominata, può vantare nel proprio palmarès due medaglie d'oro alle Olimpiadi. Ai giochi di Tokyo 1964, appena quattordicenne, nuota la terza frazione delle staffetta 4 × 100 m stile libero raggiungendo con le compagne Sharon Stouder, Donna de Varona e Kathy Ellis, oltre al gradino più alto del podio, anche il nuovo primato mondiale (4'03"80).
Ai successivi giochi, quelli di Città del Messico 1968, diviene la prima donna a vincere la medaglia d'oro nell'allora neo introdotta gara dei 200 metri dorso, fissando il nuovo primato olimpico a 2'24"8.
Ha inoltre detenuto il record del mondo sui 100 m dorso per oltre un anno, quando il 19 agosto 1966 superò il precedente primato di Dawn Fraser, migliorandolo a 2'10"05.
Dopo essersi ritirata, nel 1984, è stata inserita nella International Swimming Hall of Fame.

## Palmarès
- Giochi olimpici

Tokyo 1964: oro nella 4 × 100 m stile libero.
Città del Messico 1968: oro nei 200 m dorso.
- Giochi panamericani

Winniepeg 1967: bronzo nei 100 m stile libero.